# برنارد إي. براندت
برنارد إي. براندت (بالإنجليزية: Bernard E. Brandt)‏ هو فلاح وسياسي أمريكي، ولد في 20 فبراير 1881، وتوفي في 19 فبراير 1954. حزبياً، نشط في Wisconsin Progressive Party ‏. وقد انتخب عضو جمعية ولاية ويسكونسن.